# Christmas on Earth Festival
Le festival Christmas on Earth (également orthographié "Xmas on Earth") s'est déroulé le 20 décembre 1981 à Leeds, en Angleterre, dans la salle du Queen's Hall. C'est le premier festival à mettre en avant la plupart des groupes de la deuxième vague Punk rock : Street punk, Oi!, Hardcore punk, New Wave,,,,,,,.

## Groupes programmés
- Vice Squad
- UK Subs
- Anti-Nowhere League
- Black Flag
- Chron Gen
- The Exploited
- The Damned
- GBH
- Anti Pasti
- Bow Wow Wow
- Chelsea
- Charge
- Tröckener Kecks
- Insane
- Lama